# Adler Vilmos
Adler Vilmos (Paks, 1867. július 13. – ?, 1944) hatvani rabbi.

## Élete
Adler Lipót és Ungar Mária fia. 1885 és 1895 között a budapesti Rabbiképző növendéke volt. 1894-ben a Budapesti Tudományegyetemen bölcsészdoktorrá, két évvel később pedig rabbivá avatták. 1906-tól Hatvanban működött és az apci izraelita hitközség főrabbija volt. 1944 júniusában Auschwitzba deportálták. 1944-ben halt meg ismeretlen helyen.

## Művei
- Onkelos paraphrasisa a biblia költői helyeihez, Budapest, 1893
- Esketési beszéd. (A kémek). Elmondotta nővérének Adler Jetti k. a.-nak. Rubinstein Adolf urral történt egybekelése alkalmával 1897. junius hó 30-án a bajai zsinagógában. (8-r. 11 l.) Hatvanban, 1897.
- Onkelos mint agadai exegéta. In: Emlékkönyv. Bloch Mózes tiszteletére. Életének kilencvenedik évfordulója alkalmából kiadják tanítványai. Budapest, 1905.
- Péntek-esték. Imákba foglalt érzések és gondolatok; szerzői, Hatvan, 1935